# Argia indocilis
Argia indocilis är en trollsländeart som beskrevs av Navás 1934. Argia indocilis ingår i släktet Argia och familjen dammflicksländor. Inga underarter finns listade i Catalogue of Life.